# Мажой-ралли
Мажой-ралли — всероссийские соревнования по водно-туристскому многоборью, проходившие ежегодно с 2003 по 2013 год на реке Чуя в Республике Алтай РФ. В соревнованиях принимали участие команды из Горно-Алтайска, Барнаула, Бийска, Новосибирска, Тюмени, Томска, Екатеринбурга, Казани, Владивостока, Перми и других городов, а также Казахстана.

## Расположение

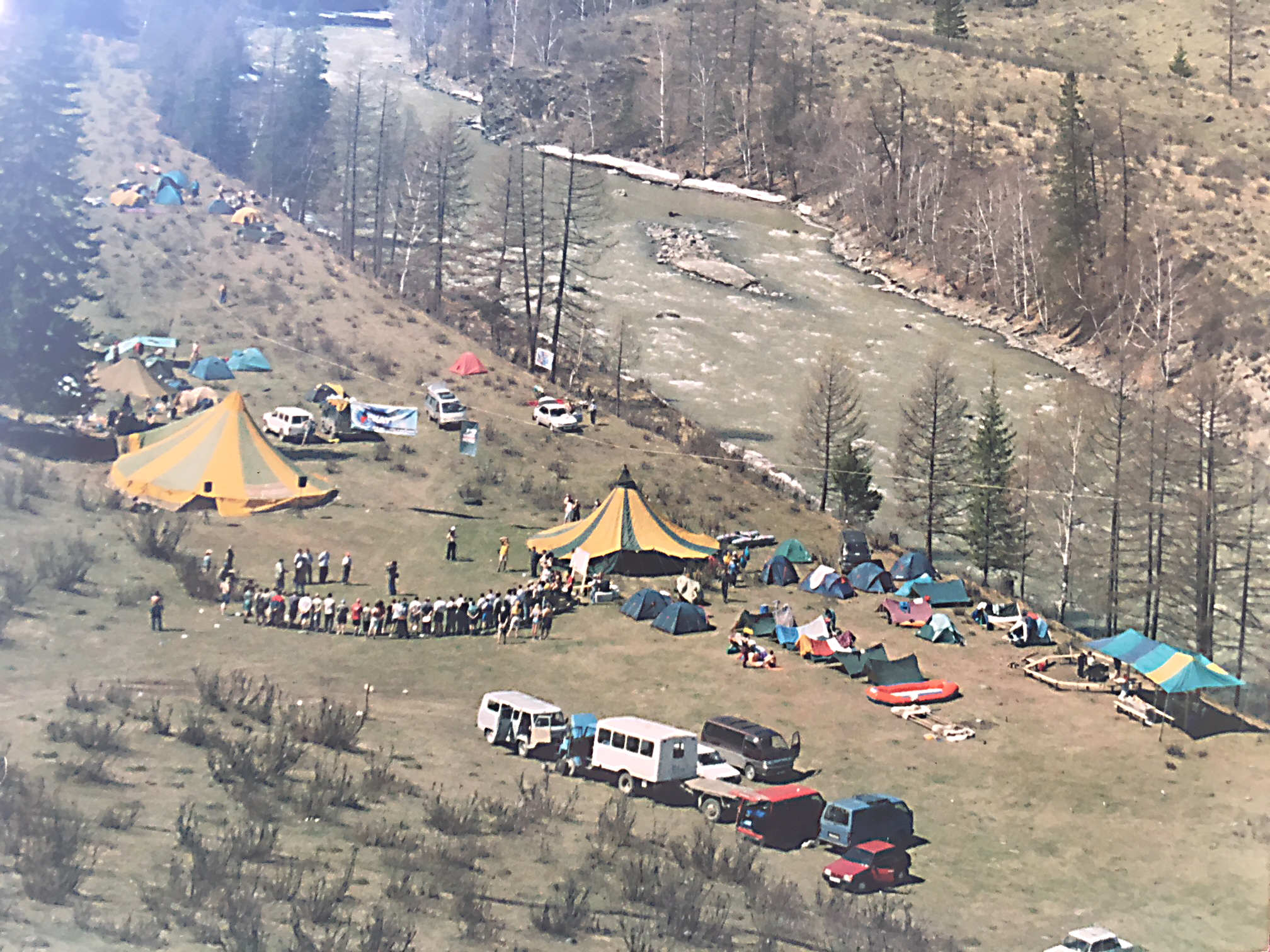
Открытие соревнований Мажой–ралли 2004 в лагере организаторов. Село Чибит, Республика Алтай, РФ

Ралли проводились в одном из самых опасных мест реки Чуя — «Мажойском каскаде», где на участке протяженностью 12 километров в ущелье расположены 33 порога пятой и шестой, наивысшей, категории сложности. Лагерь участников соревнования находились около села Чибит, в Улаганском районе Республики Алтай.

## Регламент
Соревнования являлись одними из самых рейтинговых и самых сложных среди проводимых на территории Российской Федерации. С 2006 года они носят статус Кубка России (Азиатская часть). Спортсмены-водники здесь могут получить квалификацию мастера спорта международного класса. Традиционно, многоборье происходит в трёх классах — каяк, катамаран-двойка и свободный класс (рафт, бублик, плот и т. д. с не менее, чем четырьмя гребцами). К соревнованиям допускаются лица не моложе 18 лет, имеющие опыт прохождения порогов шестой категории сложности. Руководством, подготовкой и проведением соревнований занимаются Новосибирское отделение Туристско-спортивного союза России, а также некоторые турфирмы.